# Cestrum longiflorum
Cestrum longiflorum är en potatisväxtart som beskrevs av Hipólito Ruiz López och Pav. Cestrum longiflorum ingår i släktet Cestrum och familjen potatisväxter. Inga underarter finns listade i Catalogue of Life.